# Блэми, Томас
Сэр Томас Альберт Блэми (англ. Sir Thomas Albert Blamey; 24 января 1884 — 27 мая 1951) — австралийский военачальник, фельдмаршал (1950).

## Биография
Родился в семье бывшего мясника, эмигрировавшего из Великобритании на Австралийский континент и добившегося там со временем должности управляющего фермой. Седьмой ребёнок в семье (всего было 10 детей). По вероисповеданию методист. С 1899 года — учитель школы Альберта, с 1901 года — в Южно-Уоггской публичной школе, с 1903 года — в колонии Западная Австралия. В ноябре 1904 года записался на кадетские курсы.

## Начало военной службы
В 1906 году вступил в Гражданские милицейские силы (наименование австралийских сухопутных войск в мирное время). Произведен в чин лейтенанта, служил в штате Виктория. В 1913 году окончил военный колледж в Британской Индии (первый австралиец, получивший высшее военное образование). По окончании колледжа был переведен в Англию и зачислен в 4-й драгунский Уэссекский полк.

## Первая мировая война
После начала Первой мировой войны зачислен в Австралийские имперские силы, в ноябре 1914 года направлен в Египет в качестве 3-го офицера Генштаба (офицер разведки) в штабе 1-й австралийской дивизии. Участник боев на Галлиполийском фронте с начала высадки десантных войск в апреле 1915 года. С июля 1915 года — офицер штаба 2-го корпуса. Проявил личную храбрость в боях. В сентябре 1915 года отозван в Египет во вновь создаваемую 2-ю австралийскую дивизию на должность помощника генерал-квартирмейстера.
В 1916 году в составе Австралийских имперских сил переброшен на Западный фронт. Возвращен на должность офицера разведки 1-й австралийской дивизии. С 3 декабря 1916 года — командир 2-го пехотного батальона, а затем назначен исполняющим обязанности командира 1-й австралийской пехотной бригады. С 1 июня 1918 года — в штабе австралийского корпуса. Участник всех крупнейших сражений в кампании 1918 года на Западном фронте.

## Между мировыми войнами
После войны служил в Европе. Затем вернулся в Австралию и 20 октября 1919 года был назначен директором военных операций в Главной квартире Территориальных милиционных сил в Мельбурне. С мая 1920 одновременно заместитель начальника штаба этих сил. С августа 1920 года — представитель Австралийского Союза в Имперском Генеральном Штабе Великобритании. В 1923—1925 годах — 2-й начальник штаба милиционных сил Содружества (Commonwealth Military Forces).
1 сентября 1925 года вышел в отставку и поступил на службу в полицию штата Виктория, инспектор полиции штата. С 1925 по 1936 годы — Главный комиссар полиции Австралийского Союза. Одновременно с 1 мая 1926 года — командир 10-й пехотной бригады, с 23 марта 1931 года по 1937 год — командир 3-й пехотной дивизии. Снят с должности Главного комиссара полиции из-за серии скандалов (пытался покрыть полицейского, устроившего незаконную стрельбу; отдал приказ о разгоне мирной профсоюзной демонстрации с применением силы). Имел репутацию ярого антикоммуниста, а также грубияна. После увольнения работал в ряде правительственных комиссий.

## Вторая мировая война
После начала войны 28 сентября 1939 года назначен командующим 6-й австралийской дивизией. С октября того же года — командующий Вторыми Австралийскими имперскими силами (Первыми Австралийскими имперскими силами стали именовать существовавшие в 1914—1918 годах). Подавляющая масса австралийских войск была переброшена в последующие месяцы на Ближний Восток и в Северную Африку.
С 28 февраля 1940 года — командующий 1-м австралийским армейским корпусом в Ливии. Затем корпус был включен в состав Британского экспедиционного корпуса в Греции, принял участие в боях с германо-итальянскими войсками. С февраля 1941 года — командующий Австралийскими имперскими силами на Среднем Востоке — заместитель Главнокомандующего британскими войсками на Среднем Востоке. Весной 1941 года принимал активное участие в руководстве боевыми действиями австралийских войск в ходе Сирийско-Ливанской операции.
С 11 марта 1942 года и до конца войны — Главнокомандующий Австралийскими милиционными силами, а с мая 1942 года до конца войны одновременно Главнокомандующий сухопутными силами союзников в юго-западной части Тихого океана. Формально являлся независимым командиром, фактически он был поставлен в подчинение командовавшего союзными войсками на Тихом океане американского генерала Д. Макартура. С сентября 1942 года основным фронтом действий австралийских войск стали боевые действия на Новой Гвинее, которыми руководил Блэми. При участии американских войск в 1943 году удалось переломить ход боевых действий и выбить японские войска из главных пунктов острова. В 1944 году разработал и возглавил операцию по высадке австралийских войск на острове Борнео. Также под его командованием австралийские войска сражались на островах Тимор, Новая Британия, Бугенвиль.
2 сентября 1945 года представлял Австралию при подписании Акта о капитуляции Японии на борту линкора «Миссури». Затем вылетел на Новую Гвинею, где принимал капитуляцию оттеснённых в джунгли остатков японских войск.
Будучи наиболее высокопоставленным австралийским военачальником во Второй мировой войне, Блэми официально считается выдающимся полководцем. В исторической литературе это мнение зачастую оспаривается. Оппоненты указывают на его нерешительные действия из-за чрезмерной боязни за свои коммуникации. Также часто высказывается мнение, что Блэми был фактически «подмят» Макартуром и не играл при последнем никакой самостоятельной роли. Известно, что Макартур неоднократно выступал с резкими заявлениями о низкой боеспособности австралийских войск, а Блэми не пытался их оспорить, фактически соглашаясь с критикой Макартура. Известен случай, когда Блэми сам публично оскорбил солдат одной из бригад, выдержавших многомесячные бои на Новой Гвинее, припомнив им один имевший место факт оставления своих позиций и назвав их «бегающими кроликами». За это он был освистан прямо из строя и затем вынужден был принести извинения.

## Последние годы
14 ноября 1945 года Блэми вышел в отставку и занялся бизнесом. Вновь активно включился в антикоммунистическую деятельность. Будучи уже тяжело больным, 8 июня 1950 года произведён в чин фельдмаршала Австралии. Из-за тесной связи Австралии и Великобритании и взаимного признания воинских званий в составе Британского Содружества, его часто именуют британским фельдмаршалом. Скончался в госпитале. На похоронах присутствовало 250 тысяч австралийцев.

## Память
Его именем назван городской округ в Канберре, армейский учебный центр австралийских сухопутных войск, улицы и парки в ряде городов Австралии. В Мельбурне установлен памятник.

## Воинские звания
- лейтенант — ноябрь 1906,
- капитан — 1 декабря 1910,
- майор — 1 июля 1914,
- подполковник (лейтенант-полковник) — 26 июля 1915,
- полковник — 1 декабря 1916,
- бригадир — 1 июня 1918,
- генерал-майор — 23 марта 1931,
- генерал-лейтенант — 13 октября 1939,
- генерал — 24 сентября 1941,
- фельдмаршал — 8 июня 1950.